# Riala kyrka
Riala kyrka är en kyrkobyggnad som tillhör Riala församling i Uppsala stift och ligger i Riala i södra Roslagen. Sockennamnet Riala nämns för första gången i ett medeltida diplom från 1228. Sydväst om kyrka finns en fristående klockstapel med klocka som tillkom på 1500-talet. På gamla kyrkogårdens södra sida finns en medeltida stiglucka som är uppförd i förband med kyrkogårdsmuren.

## Kyrkobyggnaden
Kyrkobyggnaden är en medeltida salkyrka uppförd av gråsten. Planen är rektangulär, tre travéer, vidbyggd sakristia i norr och vapenhus på den södra sidan. Fasaderna är putsade, vilket inte är så vanligt i Roslagen. Kyrkan täcks av branta sadeltak. Långhusets fönsteröppningar är grupperade i trefönstergrupper. Kyrkorummet har tre valv av tegel. Västra valvet är ett ribbvalv medan de båda övriga är stjärnvalv.

### Tillkomst och medeltida ombyggnader
På samma plats där nuvarande kyrka ligger fanns sannolikt en tidigare träkyrka. Nuvarande kyrkas långhus kan dateras till 1200-talets slut, liksom dopfunten. Murarnas ursprungliga kvaderristning kan ses på långhusvinden samt i vapenhuset. Sakristian, med sitt ursprungliga kryssvalv av gråstensskärv, tillfogades troligen kort därefter. Eventuellt kan sakristian ha tillhört en tidigare träkyrka. Vapenhuset uppfördes i början av 1400-talet och utvidgades åt väster under 1400-talets senare hälft så att vapenhuset skjuter ut ett stycke utanför långhusets västra gavel. Därefter försågs vapenhuset med valv. Från början hade kyrkorummets innertak ett tunnvalv av trä, men under 1460-talet och 1470-talet ersattes trävalvet med tegelvalv som försågs med kalkmålningar.

### Senare ombyggnader och restaureringar
Under 1700-talet förstorades fönstren, och målningarna överkalkades 1749. En restaurering genomfördes åren 1892-1893 under ledning av arkitekt J. Laurentz. De överkalkade målningarna togs fram och restaurerades hårt. Nuvarande öppna bänkinredning tillkom och fönstren fick medeltidsinspirerade öppningar med "trefönstergrupper" i nygotisk anda. Koret fick ett rundfönster med glasmålning.
1939 restaurerades kyrkan under ledning av arkitekt Erik Lundberg och interiören fick då sitt nuvarande utseende. I sakristian togs innertaket bort och takvalvet frilades. En äldre dörr sattes in i vapenhuset. I hela kyrkan lades ett nytt trägolv.

## Inventarier
- Dopfunten finns i vapenhuset och tillverkades på 1200-talet av gotländsk kalksten.
- Ett krucifix är från 1300-talet.
- En skulptur som föreställer aposteln Jakob härstammar från senare delen av 1300-talet.
- En madonnabild med Jesusbarnet är från 1400-talet.
- Altare, altarring och altartavla är från 1700-talet. Altartavlan med rokokoram är en kopia av Peter Paul Rubens målning i Antwerpens katedral.
- Ett dopbord härstammar från 1700-talet och har ett dopfat av driven och graverad mässing.

### Webbkällor
- byggnadspresentation
- www.roslagen.se
- Stockholms läns museum
- Länna pastorat informerar om kyrkan